# Verrières-de-Joux
Verrières-de-Joux är en kommun i departementet Doubs i regionen Bourgogne-Franche-Comté i östra Frankrike. Kommunen ligger i kantonen Pontarlier som tillhör arrondissementet Pontarlier. År 2022 hade Verrières-de-Joux 472 invånare.

## Befolkningsutveckling
Antalet invånare i kommunen Verrières-de-Joux
Referens:INSEE